# Eminent 310

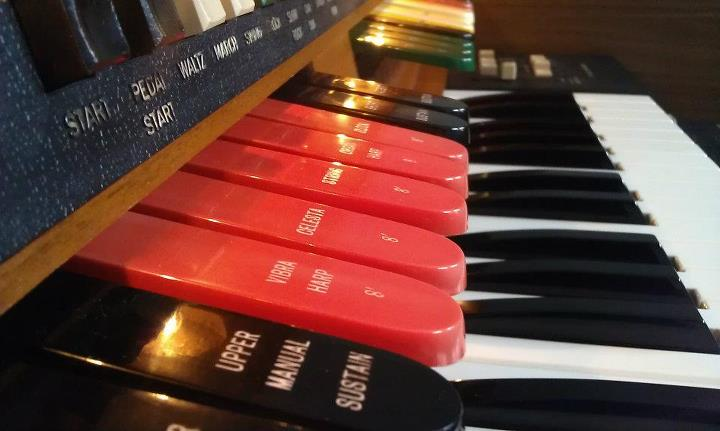
Eminent 310 Unique Theatre

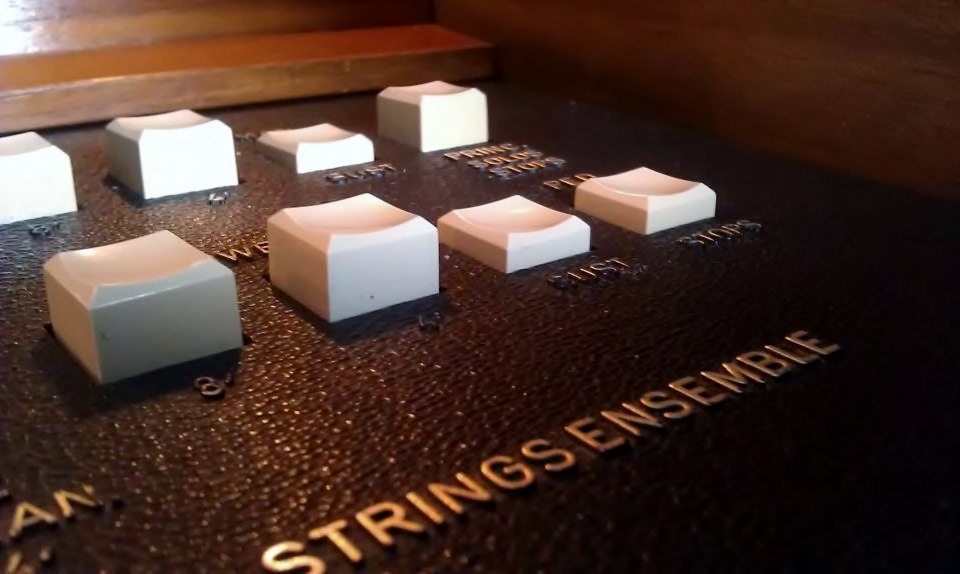
Den berömda Strings Ensemble

Eminent 310 är en elorgel som producerades 1972 - 1983 av det nederländska företaget Eminent Orgelbouw BV i Lelystad, Nederländerna. Det var den första orgeln med en speciell stråksektion (Strings Ensemble), som gav den ett karaktäristiskt ljud. Eminent 310 byggdes i två olika versioner; Standard och Theatre.
Tekniken som användes till stråksektionen (Strings Ensemble) såldes senare till ARP Instruments, som skapade synten ARP Solina String Ensemble.
Den franske syntpionjären Jean Michel Jarre använde Eminent 310 i stor utsträckning på sina album Oxygene och Equinoxe.
- Wikimedia Commons har media som rör Eminent 310.